# Saison 5 de Kaamelott
Chronologie
Livre IV Livre VI
Cet article présente le guide de la cinquième saison de la série télévisée Kaamelott.
Le Livre V est le premier livre à utiliser un long format de huit épisodes de 45 minutes au lieu des cent épisodes de trois minutes trente des quatre livres précédents. Il a toutefois été diffusé en deux parties et sous deux formats : huit épisodes de 45 minutes et cinquante épisodes de 7 minutes.[réf. souhaitée]
La première partie (épisodes 1 à 25) a été diffusée à partir du 1er mai 2007, et la seconde partie à partir du 6 novembre 2007, chaque diffusion étant précédée d’une soirée spéciale de deux épisodes de 45 minutes. Ces prime-times constituent un résumé de l’histoire de chaque partie de la saison.[réf. souhaitée]
Le tournage extérieur des épisodes 1 à 25 a débuté le 15 janvier 2007 et duré cinq semaines, celui des épisodes 26 à 50 a débuté le 28 mai 2007 par les scènes d’extérieur à Camaret.

## Fiche technique
- Titre : Kaamelott Livre V

- Producteur : Jean-Yves Robin, Agathe Sofer

- Producteur Artistique : Alexandre Astier

- Producteur Exécutif : Marc Stanimirovic

- Directeur Artistique : Jean-Christophe Hembert

- Art Design : Emmanuel Meirieu

- Administrateur de Production : Christophe Baillot

- Assistant de Production : Emmanuel Pinto

- Réalisateur : Alexandre Astier

- 1er Ass Réalisateur : David Ferrier

- Scripte : Clémentine Oudot

- 2e Ass Réalisateur : Isabelle Terrissol

- Ass Réalisateurs Adjoints : Jordan Topenas, Romain Genety

- Scénario : Alexandre Astier

- Régisseur Général : Fabrice Castinel

- Régisseurs Adjoints : Eric Martin, Olivier Corcos, Xavier Mérat

- Ass Régisseurs Adjoints : Nicolas Bernigaud, Paul-Emmanuel Durand, Nicolas Le Parlouër, Patrice Robelin, Amandine Ros, Geoffroy Monsempes, Mehdi Nabi

- Chef opérateur : Philippe Ros, Fabrice Moindrot

- Cadreurs : Manuel Henry, Fabrice Moindrot

- Opérateur Steadicam : Michel Rodas, Pierre Witzand

- 1er Ass Caméra : Manuel Henry, Mathieu Lamand, Sébastien Joffard

- 2e Ass Caméra : Sébastien Joffard, Grégory Bendrihem, Vincent Doignon

- Ingénieur du Son : Thierry Paret

- 1er Ass Son : Patrick Blache, valentin Demion, Nicolas Gauthier

- Chef Décorateur : Audric Kaloustian

- Costumes : Anne-Gaëlle Daval

- Accessoiriste : Pierre-Antoine Mariotti

- Menuisier traceur : Arnaud Gilet

- Musique : Alexandre Astier

- Pays d’origine : France

- Format : 8x52 minutes[réf. souhaitée]

- Durée : 416 minutes[réf. souhaitée]

- Dates de diffusion : 1er mai 2007 (1re partie), 6 novembre 2007 (2de partie)

- France : 5 novembre 2007 sur M6

Les épisodes sont présentés dans l’ordre original de diffusion, qui est désormais strictement chronologique.

## Épisodes diffusion TV

### Épisode 1:Les Repentants
- France : M6

### Épisode 2:Miserere nobis
- François Rollin
- Antoine de Caunes

### Épisode 3:Le Dernier Recours
- François Rollin
- Antoine de Caunes
- Carlo Brandt
- Thomas Cousseau

### Épisode 6:L’Épée des rois
- Claire Nadeau : Tante Cryda

### Épisode 10:Les Recruteurs
- John Smith, Tien Vuong Nguyen

### Épisode 14:Væ soli!
- François Rollin

### Épisode 15:Les Aquitains
- Alain Chabat
- Géraldine Nakache

### Épisode 16:Les Fruits d’hiver
- Alain Chabat : Le duc d’Aquitaine
- Géraldine Nakache : La duchesse d'Aquitaine

### Épisode 19:Les Nocturnales
- Alain Chabat : Le duc d’Aquitaine
- Géraldine Nakache : La duchesse d'Aquitaine

### Épisode 21:Aux yeux de tous III
- François Rollin
- Antoine de Caunes

### Épisode 23:Le Forfait
- Alain Chabat : Le duc d’Aquitaine

### Épisode 24:Le Dernier Jour
- Étienne Fague : Lionel de Gaunes

### Épisode 27:Le Jurisconsulte
- Christian Clavier : Le jurisconsulte

### Épisode 29:Le Substitut
- Christian Clavier : Le jurisconsulte

### Épisode 32:L’Odyssée d’Arthur
- Anouk Grinberg : Anna
- Christian Clavier : Le jurisconsulte

### Épisode 34:La Supplique
- François Rollin : Le Roi Loth
- Anouk Grinberg : Anna

### Épisode 36:La Nourrice
- Chantal Joblon

### Épisode 37:Les Transhumants
- Mélanie Vaudaine

### Épisode 40:Les Pionniers
- Christian Clavier : Le jurisconsulte
- Caroline Pascal : Demetra

### Épisode 41:La Conspiratrice
- Christian Clavier : Le jurisconsulte
- Caroline Pascal : Demetra

### Épisode 42:Le Destitué
- Christian Clavier : Le jurisconsulte

### Épisode 43:Le Phare
- Patrick Bouchitey

### Épisode 44:Le Guide
- Patrick Bouchitey

### Épisode 45:Anton
- Guy Bedos : Anton
- Christophe Kourotchkine : Le fils d'Anton

### Épisode 47:Le Garçon qui criait au loup
- Jacques Gallo
- Valérie Benguigui : Prisca la voyante

### Épisode 48:Le Théâtre fantôme
- Jacques Gallo
- Valérie Benguigui : Prisca la voyante

### Épisode 50:La Rivière souterraine
Arthur refait le même rêve : marchant, avec un enfant absent à son poignet vide... Lancelot trouve le chemin pour rentrer dans Kaamelott, par une rivière souterraine. Guenièvre dit à Arthur de prendre un bain pour se détendre. Elle sait qu’Arthur est « au trente-sixième dessous », désespéré et anéanti parce qu'il sait qu'il n'aura jamais d'enfants. Elle lui dit de cesser de penser, de faire le vide. Il apprécie finalement l’attention que lui porte Guenièvre. Bohort veut qu’Arthur essaie de retirer Excalibur encore. Il refuse, il abandonne, c’est aux autres maintenant ; lui, c’est terminé. Guenièvre surprend Lancelot dans un corridor : il exige de savoir où est Arthur. Elle refuse, mais par le savon qu’elle a dans la main, il comprend qu’il est au bain. Elle lui dit de le laisser tranquille, il la gifle. Après s'être facilement débarrassé de Bohort, il entre dans la salle de bain, et y trouve Arthur se vidant de son sang : il s’est tranché les veines du poignet. Arthur refait le même rêve avec cette fois un jeune enfant marchant main dans la main avec lui en se montrant leur médaillon similaire.

## Épisodes version director's cut (DVD)
La version director's cut se présente sous la forme de 8 épisodes de 50 minutes. Contrairement aux primes de 50 minutes diffusées sur M6, elle comporte toutes les séquences présentes dans les versions courtes. Il s'agit de la version de la saison mise en ligne sur YouTube. Ces 8 épisodes sont diffusés dès juillet 2025 les lundis soirs sur 6ter.
Épisode 1Corvus Corone
Rassemble les épisodes 5.1 à 5.6.
Épisode 2La Roche et le Fer
Rassemble les épisodes 5.7 à 5.12.
Épisode 3Vae Soli!
Rassemble les épisodes 5.13 à 5.18.
Épisode 4Le Dernier Jour
Rassemble les épisodes 5.19 à 5.25.
Épisode 5Le Royaume Sans Tête
Rassemble les épisodes 5.26 à 5.32.
Épisode 6Jizô
Rassemble les épisodes 5.33 à 5.38.
Épisode 7Le Phare
Rassemble les épisodes 5.39 à 5.43.
Épisode 8Le Garçon qui Criait au Loup
Rassemble les épisodes 5.44 à 5.50.